# Щеглеев, Сергей Сергеевич
Серге́й Серге́евич Щегле́ев (1820, Москва - 2.09.1858, Париж) — доктор ботаники и адъюнкт-профессор, по кафедре ботаники, в Харьковском университете, деятельный член Императорского Московского общества сельского хозяйства, коллежский асессор. 

## Путь в науке
Православный, происходил из обер-офицерских детей. С 1835 по 1839 год воспитывался в Первой московской гимназии, по окончании курса которой, с правом поступления в университет без экзаменов, в 1839 году поступил своекоштным студентом на II отделение философского факультета Московского университета. Окончил полный курс университета 10 июня 1843 года, по  разряду естественных наук, со званием кандидата. 
Вступил в службу с 7 марта 1844 года, по ведомству Министерства финансов, чиновником особых поручений Московской конторы Государственного коммерческого банка, с утверждением в чине коллежского секретаря, по степени кандидата Московского университета. Служил в той должности по 1854 год. 
Одновременно со службой финансовым чиновником, продолжал заниматься естественными науками (систематикой, ботаникой, зоологией). Будучи студентом Московского университета, входил в кружок естествоиспытателей и был членом подмосковных экскурсий под руководством профессора К. Ф. Рулье.    В 1845 году отлично защитил письменное и устное испытание (экзамен) на степень магистра зоологии от II отделения философского факультета Московского университета, предложена ему тема магистерской диссертации «История развития зародышей». 
Высочайшим приказом от 31 августа 1848 № 170, по ведомству Министерства финансов, производится, за выслугу лет, из коллежских секретарей – в чин титулярного советника, со старшинством с 7 июля 1848 года. 
В том же - 1848 году, избран в действительные члены Императорского Московского общества испытателей природы и был хранителем его ботанических коллекций (гербария). 
С 28 февраля 1849 года избран действительным членом Комитета пчеловодства при Императорском Московском обществе сельского хозяйства.
2 апреля 1854 года защитил от II отделения   философского факультета Московского университета магистерскую диссертацию, по разряду естественных наук, на степень магистра ботаники. Щеглеев обработал богатые коллекции растений, собранные Г. С. Карелиным в 1842—1844 годах и послужившие ему материалом для диссертации. Результаты этой обработки опубликованы в весьма редком университетском издании, называющемся «Дополнение к Алтайской флоре. Рассуждение, написанное для получения степени магистра ботаники». В предисловии, написанном по-французски, Щеглеев сообщает, что в руках его находился огромный материал, собранный Карелиным и заключавший 1564 вида, но не даёт общего списка, а в особой главе, написанной по-латыни и носящей чрезвычайно длинное заглавие «Перечисление растений в областях алтайских и пустынях джунгарских, коллектированных светлейшим Карелиным в годы 1842, 1843 и 1844. Дополнение к Карелина и Кирилова перечислениям растений, коллектированных в областях алтайских и смежных в 1840 г. и в пустынях восточной Джунгарии и на альпийских вершинах хребта Ала-тау в 1841 г.» перечисляет новые растения, которых нет в предыдущих списках Карелина и Кирилова или же такие виды, относительно определения которых он расходится с названными авторами. Таких растений в списке оказалось 386 видов; в это число входят собранные на Тарбагатае, Алатау, Иртыше, собственно Алтае и озере Зайсан-Нор. Новых видов в работе описано шестнадцать (некоторые из них в настоящее время развенчаны). Кроме списка, в работе есть ещё три главы. Первая представляет краткий, но обстоятельный очерк истории исследования алтайской флоры и прилежащих стран. Другая под названием «Общий взгляд на алтайскую флору и отношения её к другим флорам» заключает географическое описание собственно Алтая, характеристику его растительности, статистическое сравнение её с флорами Германии, южной России, Кавказа, Урало-Сибири, Байкальской страны и Даурии. Наконец, последняя глава содержит «Численные отношения главнейших семейств к общему числу растений алтайской флоры».
В том же - 1854 году, пожалован в чин коллежского асессора, и, после защиты магистерской диссертации, перемещён из ведомства Министерства финансов, в ведомство Министерства народного просвещения. 
С 2 декабря 1854 года из чиновников особых поручений Московской конторы Государственного коммерческого банка перемещён адъюнктом (преподавателем) по кафедре ботаники II отделения (естественных наук) физико-математического факультета Харьковского университета. С 20 декабря 1854 года избран действительным членом Комитета лесоводства при Императорском Московском обществе сельского хозяйства. 
С 20 января 1855 года утверждён в степени магистра ботаники Харьковского университета, и назначен на должность адъюнкта (помощника профессора) кафедры ботаники, в том же чине - коллежского асессора. В том же - 1855 году, Щеглеев был избран членом-корреспондентом Гамбургского общества естествоиспытателей. 
С 18 января 1856 года назначен на должность директора Ботанического сада Харьковского университета. Щеглеев способствовал развитию университетского ботанического сада.
С 25 апреля 1857 года избран действительным членом Комитета акклиматизации растений при Императорском Московском обществе сельского хозяйства.
В Харькове он выдержал докторский экзамен и в начале 1858 года защитил диссертацию на степень доктора естественных наук, под заглавием «Обозрение семейства Epacridex, по коллекции Харьковского университета». Получив в 1854 году в своё распоряжение коллекцию персидских растений, собранных инспектором одесской врачебной управы доктором Иеншем во время службы его при посольстве в Персии, Щеглеев при её изучении нашёл и описал 18 новых видов ранее не известных растений. После этой работы он принялся за изучение гербария новоголландских растений Н. С. Турчанинова. Этот гербарий также дал Щеглееву богатый материал — в диссертации описано 6 новых родов в числе 36 новых видов, собранных Турчаниновым.
За счет казны, с 2 мая 1858 года, был командирован в Европу (Германию, Швейцарию, Францию и Англию) на один год для усовершенствования в науках (по ботанике), с обязательством, по возвращении, прослужить преподавателем в Харьковском университете не менее двух лет. 19 июня 1858 года отправился. 2 сентября 1858 года скончался от чахотки в Париже, и там же был похоронен на кладбище ‘Моntparnasse’.
14/24 сентября 1858 года, т. е. уже после смерти, был утвержден в степени доктора естественных наук Харьковского университета. Приказом министра народного просвещения от 8 октября 1858 № 3, исключен из списков университета умершим.

## Научные труды
- Notice sur la Saussurea Karelinii nob. // Bulletin de la Société Imperiale des Naturalistes de Mosquou. — 1848. — Т. XXI. — первая научная работа Щеглеева
- Description de quelques plantes du Caucase nouvelles ou peu connues // Bulletin de la Société Impériale des Naturalistes de Mosquou. — 1851. — № 4.
- Notice sur quelques nouvelles plantes du Caucase // Bulletin de la Société Impériale des Naturalistes de Mosquou. — 1853. — № 2. — материалом для этих статей послужили собранные на Кавказе коллекции Коваленского, и по ним описано 6 новых, ранее не известных, видов
- Enumeratio plantarum, in regionibus Altaicis et in desertis Soongoriae … a G. Karelin annis 1842, 1843 et 1844 collectarum // Bulletin de la Société Impériale des Naturalistes de Mosquou. — 1854. — № 1.
- Щеглеев С.С. Дополнения к алтайской флоре: Рассуждение, напис. для получ. степ. магистра ботаники С. Щеглеевым. - Москва: Унив. тип., 1854.
- Щеглеев С.С. Положения, избранные для защищения диссертации "Обозрение семейств Epacrideae", ищущим степени доктора естественных наук магистром ботаники Сергеем Щеглеевым. - Харьков: Унив. тип., 1858.
- Descriptio Epacridearum novarum // Bulletin de la Société Impériale des Naturalistes de Mosquou. — 1859. — № 1. — извлечение из докторской диссертации Щеглеева, которую он, к сожалению, не успел напечатать при жизни; было напечатано уже после его смерти.
- Observationes in Peganum Nigellastrum Bgl. Mos. 1859.